# Angyalkút község
Angyalkút (románul: Fântânele) község Arad megyében, Erdélyben, Romániában. Két falu tartozik hozzá: a községközpont Angyalkút, illetve Réthát.

## Fekvése
A megye délnyugati részén helyezkedik el, Aradtól 11 kilométer távolságra a Maros völgyében.

## Népessége
A 2002-es népszámláláskor lakossága 3186 fő volt, míg a 2011-es népszámlálás szerint 3090 fő lakott a község területén.
2011-ben a következő volt a nemzetiségi megoszlás: 2548 fő (85,46%) román, 235 fő (7,61%) magyar, 104 fő (3,37%) szlovák, 22 fő (0,71%) német, 17 fő (0,55%) cigány, 6 fő (0,19%) ukrán, 10 fő (0,32%) egyéb, míg 148 fő (4,79%) ismeretlen nemzetiségű. Felekezeti szempontból a népesség összetétele a következő volt: 2129 fő (68,90%) ortodox, 250 fő (8,09%) római katolikus, 241 fő (7,80%) pünkösdista, 153 fő (4,95%) református, 130 fő (4,21%) baptista, 37 fő (1,20%) egyéb vallású, és 150 fő (4,85%) ismeretlen felekezetű.